# Salvatore Amitrano
Salvatore Amitrano, né le 3 décembre 1975 à Castellammare di Stabia, est un rameur italien, double champion d’Europe.

Il remporte une médaille de bronze olympique lors des Jeux de 2004. 